# Ceratorchestes setosus
Ceratorchestes setosus är en kvalsterart som beskrevs av Balogh och Sandór Mahunka 1969. Ceratorchestes setosus ingår i släktet Ceratorchestes och familjen Ceratoppiidae. Inga underarter finns listade i Catalogue of Life.